# 暖泉 (加利福尼亞州)
暖泉（英語：Warm Springs）是位於美國加利福尼亞州河濱縣的一個人口普查指定地區。

## 地理
暖泉的座標為33°42′10″N 116°19′57″W / 33.70278°N 116.33250°W，而該地最高點為海拔高度416米（即1365英尺）。

## 人口
根據2010年美國人口普查的數據，暖泉的面積為5.248平方千米，均為陸地。當地共有人口2676人，而人口密度為每平方千米509人。